# Ernst Franz
Ernst Franz (né le 8 mai 1894 à Carlsbad et mort le 9 février 1915 dans les Carpates) est un coureur cycliste allemand. Professionnel de 1911 à 1914, il est champion d'Allemagne sur route en 1913. Il meurt au front dans les Carpates.

## Palmarès
- 1911
  - 3e du Tour de Cologne
- 1913
  -  Champion d'Allemagne sur route
  - Tour de Cologne
  - Rund um Berlin
  - Berlin-Cottbus-Berlin
  - 2e de Zurich-Munich
  - 3e de Berlin-Leipzig-Berlin
- 1914
  - Berlin-Cottbus-Berlin
  - Tour de Cologne